# Дембно (Познанський повіт)
Дембно (пол. Dębno) — село в Польщі, у гміні Стеншев Познанського повіту Великопольського воєводства.
Населення — 1008 осіб (2011).
У 1975-1998 роках село належало до Познанського воєводства.

## Демографія
Демографічна структура станом на 31 березня 2011 року:
|          | Загалом | Допрацездатний вік | Працездатний вік | Постпрацездатний вік |
| -------- | ------- | ------------------ | ---------------- | -------------------- |
| Чоловіки | 515     | 118                | 343              | 54                   |
| Жінки    | 493     | 97                 | 300              | 96                   |
| Разом    | 1008    | 215                | 643              | 150                  |